# روي ويلكينسون
روي ويلكينسون (بالإنجليزية: Roy Wilkinson)‏ هو لاعب كرة قاعدة أمريكي، ولد في 8 مايو 1894 في كاناندياجو في الولايات المتحدة، وتوفي في 2 يوليو 1956 في لويفيل في الولايات المتحدة.

## وصلات خارجية
- روي ويلكينسون على موقعبيزبول رفرنس.كوم (الدوري الرئيسي) (الإنجليزية)
- روي ويلكينسون على موقعبيزبول رفرنس.كوم (الدوري الثانوي) (الإنجليزية)